# Dixella nicholsoni
Dixella nicholsoni är en tvåvingeart som först beskrevs av Tonnoir 1923.  Dixella nicholsoni ingår i släktet Dixella och familjen u-myggor. Inga underarter finns listade i Catalogue of Life.